# Chất điều biến hormone giải phóng gonadotropin
Chất điều biến GnRH, hoặc chất điều biến thụ thể GnRH, còn được gọi là chất điều biến LHRH hoặc chất điều biến thụ thể LHRH, là một loại thuốc điều biến thụ thể GnRH, đích sinh học của hormone giải phóng hormone gonadotropin vùng dưới đồi (GnRH; còn được gọi là hormone giải phóng hoàng thể hóa, hay LHRH). Chúng bao gồm chất chủ vận GnRH và chất đối kháng GnRH. Những loại thuốc này có thể là các chất tương tự GnRH như leuprorelin và cetrorelix - các peptit có cấu trúc liên quan đến GnRH - hoặc là các tiểu phân tử như elagolix và relugolix, có cấu trúc khác biệt với các chất tương tự GnRH.
Các chất điều biến GnRH ảnh hưởng đến việc tiết các gonadotropin gồm hormone hoàng thể hóa (LH) và hormone kích thích nang trứng (FSH), do đó ảnh hưởng đến chức năng các tuyến sinh dục, khả năng sinh sản cũng như sản xuất steroid sinh dục, bao gồm estradiol và progesterone ở phụ nữ và testosterone ở nam giới. Như vậy, các chất điều biến GnRH cũng được gọi là progonadotropic hoặc antigonadotropic, tùy thuộc vào việc chúng làm tăng hay giảm gonadotropin.
Ngay sau khi GnRH được phát hiện bởi khi hai người đoạt giải Nobel Guillemin và Schally, các nhà nghiên cứu đã sửa đổi decapeptide GnRH nhằm tạo ra các chất tương tự có thể kích hoạt hoặc chẹn thụ thể. Sau sự phát triển các chất tương tự GnRH, thì các chất điều biến GnRH không peptit hoặc phân tử nhỏ cũng đã được phát triển.
Tất cả các chất điều biến GnRH đều bị chống chỉ định trong thai kỳ (loại thai kỳ X).

## Chất chủ vận GnRH
Chất chủ vận hormone giải phóng gonadotropin (chất chủ vận GnRH) là chất điều biến GnRH kích hoạt thụ thể GnRH dẫn đến tăng tiết FSH và LH. Ban đầu người ta cho rằng chất chủ vận GnRH có thể sử dụng làm chất kích thích mạnh và kéo dài giải phóng gonadotropin của tuyến yên. Sau đó người ta đã sớm nhận ra rằng chất chủ vận GnRH, sau tác dụng kích thích ban đầu - được gọi là hiệu ứng "bùng nổ" - thì gây ra sự sụt giảm kéo dài tiết gonadotropin. Tác dụng thứ hai này được gọi là "điều hòa giảm" và có thể được quan sát thấy sau khoảng 10 ngày. Giai đoạn sụt giảm gonadotropin này có thể đảo ngược khi ngừng thuốc, ngược lại, giai đoạn này có thể được duy trì khi tiếp tục sử dụng chất chủ vận GnRH trong một thời gian dài. Các chất chủ vận GnRH cũng có thể được sử dụng thông qua bơm tiêm để tạo ra sự kích thích bài tiết dài hạn gonadotropin, ví dụ như để gây dậy thì.

### Peptide (chất tương tự)
- Buserelin
- Deslorelin
- Fertirelin
- Gonadorelin
- Goserelin
- Histrelin
- Lecirelin
- Leuprorelin
- Nafarelin
- Peforelin
- Triptorelin

## Chất đối kháng GnRH
Chất đối kháng hormone giải phóng gonadotropin (chất đối kháng GnRH) là chất điều biến GnRH chẹn thụ thể GnRH dẫn đến giảm tiết gonadotropin (FSH, LH) ngay lập tức. Thuốc đối kháng GnRH chủ yếu được sử dụng trong phương pháp điều trị IVF để ngăn chặn sự rụng trứng tự nhiên.

### Peptide (chất tương tự)
- Abarelix
- Cetrorelix
- Degarelix
- Ganirelix

### Không peptit (phân tử nhỏ)
- Elagolix
- Linzagolixa
- Relugolix

a = Đang phát triển; chưa được bán trên thị trường.